# Казуто Саката
Казуто Саката (яп. 坂田 和人; народився 15 серпня 1966, Кото, Токіо, Японія) — колишній японський мотогонщик, дворазовий чемпіон світу з шосейно-кільцевих мотоперегонів MotoGP у класі 125 сс (1994 та 1998), перший чемпіон світу в класі 125сс з Японії.

## Біографія

### Кар'єра мотогонщика
Після перемоги у чемпіонаті Японії з шосейно-кільцевих мотоперегонів в класі 125сс у 1990 році, Казуто Саката дебютував в чемпіонаті світу MotoGP у відносно пізньому віці (25 років) в 1991 році, виступаючи на мотоциклі Honda RS125 в класі 125cc. Найвищим результатом стало друге місце у останньому Гран-Прі сезону в Малайзії. В загальному заліку Саката посів 13-е місце, набравши 55 очок.
В наступному сезоні Казуто набрав 42 очка, посівши 11-е місце.
Сезон 1993 року був проривом для японця: він виграв два Гран-Прі (Іспанії та Чехії) і був другим у загальному заліку позаду німця Дірка Родіса, його партнера по команді. Перші сім етапів Казуто Саката завершив на подіумі, встановивши цим своєрідний рекорд, який протримався 20 років: лише у сезоні 2013 його змогли перевершити іспанці Маверік Віньялес та Луї Салом.
В наступному році Саката змінив команду, перейшовши у «Semprucci-Aprilia». Там він отримав у своє розпорядження мотоцикл Aprilia RS 125 R. Такі зміни привели японці до успіху: він виграв три Гран-Прі (Австралії, а згодом в Іспанії та Чехії, на двох його улюблених трасах), всього 8 разів підіймався на подіум, набрав 224 очки і вперше у своїй кар'єрі став чемпіоном світу.
У 1995 році Казуто Саката знову виграв Гран-Прі Чехії, додав до нього ще перемогу у Великої Британії, і, набравши 140 очок, фінішував у сезоні на другому місці, вслід за своїм земляком Харучікою Аокі.
У двох наступних сезонах Казуто продемонстрував гірші результати, посівши у 1996 році 8-е місце, а у 1997 — 4-е.
Сезон 1998 року знову став чемпіонським для Сакати. Перемігши на чотирьох етапах: у Японії, Іспанії, Франції та Великої Британії, здобувши 6 подіумів та набравши 229 очок, Казуто вдруге став чемпіоном світу в класі 125сс.
Незважаючи на нові успіхи, Саката залишився в 125сс, перейшовши в сезоні 1999 року у Honda. В сезоні японець набрав лише 56 очок, посівши 14-е місце. В кінці сезону Казуто Саката завершив свою спортивну кар'єру.

## Статистика виступів

### MotoGP
Система нарахування очок, яка діяла до 1992 року:
| Місце | 1  | 2  | 3  | 4  | 5  | 6  | 7 | 8 | 9 | 10 | 11 | 12 | 13 | 14 | 15 |
| Очки  | 20 | 17 | 15 | 13 | 11 | 10 | 9 | 8 | 7 | 6  | 5  | 4  | 3  | 2  | 1  |

Система нарахування очок, яка діяла з 1993 року:
| Місце | 1  | 2  | 3  | 4  | 5  | 6  | 7 | 8 | 9 | 10 | 11 | 12 | 13 | 14 | 15 |
| Очки  | 25 | 20 | 16 | 13 | 11 | 10 | 9 | 8 | 7 | 6  | 5  | 4  | 3  | 2  | 1  |

#### У розрізі сезонів
| Сезон  | Клас   | Команда                       | Мотоцикл         | Гонки | Перемоги | Подіуми | Поули | Очки | Місце |
| ------ | ------ | ----------------------------- | ---------------- | ----- | -------- | ------- | ----- | ---- | ----- |
| 1991   | 125cc  | ELF Kepla-Meiko Honda         | Honda RS125      | 13    | 0        | 1       | 1     | 55   | 13    |
| 1992   | 125cc  | F.C.C./T.S. Venus-Honda       | Honda RS125      | 12    | 0        | 0       | 3     | 42   | 11    |
| 1993   | 125cc  | F.C.C. Technical Sports-Honda | Honda RS125      | 14    | 2        | 13      | 6     | 226  | 2     |
| 1994   | 125cc  | Semprucci-Aprilia             | Aprilia RS 125 R | 14    | 3        | 8       | 7     | 224  | 1     |
| 1995   | 125cc  | Team Krona-Aprilia            | Aprilia RS 125 R | 13    | 2        | 4       | 5     | 140  | 2     |
| 1996   | 125cc  | Aprilia                       | Aprilia RS 125 R | 15    | 0        | 2       | 1     | 113  | 8     |
| 1997   | 125cc  | Aprilia                       | Aprilia RS 125 R | 15    | 0        | 7       | 2     | 179  | 4     |
| 1998   | 125cc  | Aprilia                       | Aprilia RS 125 R | 14    | 4        | 6       | 4     | 229  | 1     |
| 1999   | 125cc  | Honda                         | Honda RS125      | 16    | 0        | 0       | 0     | 56   | 14    |
| Всього | Всього | Всього                        | Всього           | 126   | 11       | 41      | 29    | 1304 |       |